# Pietro Respighi
Pietro Respighi (ur. 22 września 1843 w Bolonii, zm. 22 marca 1913 w Rzymie) – włoski duchowny katolicki, Wikariusz generalny Rzymu, kardynał.

## Życiorys
Ukończył seminarium w Bolonii i 31 marca 1866 otrzymał święcenia kapłańskie. Odbył dalsze studia w Rzymie, które ukończył doktoratem utroque iuris w 1870 roku. Od 1872 był profesorem seminarium w rodzinnej archidiecezji. Do 1891 był archiprezbiterem parafii Ss. Gervasio e Protasio w Pieve di Budrio.
14 grudnia 1891 otrzymał nominację na biskupa Guastalla. Konsekrowany sześć dni później  przez kardynała Lucido Maria Parocchi. W 1891 przeniesiony na arcybiskupstwo w Ferrarze. Na konsystorzu z czerwca 1899 otrzymał kapelusz kardynalski z tytułem prezbitera Santi Quattro Coronati. 9 kwietnia 1900 papież Leon XIII wezwał go do Watykanu i obdarzył funkcją Wikariusza Generalnego Rzymu, który to urząd pełnił do swej śmierci w 1913. Jednocześnie przewodził Świętej Kongregacji ds. Wizytacji Apostolskich, a także Świętej Kongregacji ds. Rezydencji Biskupów. Brał udział w konklawe 1903 roku. Od lutego 1906 do kwietnia 1907 Kamerling Świętego Kolegium Kardynałów. 10 stycznia 1910 został archiprezbiterem bazyliki laterańskiej. Udzielił święceń kapłańskich przyszłemu amerykańskiemu kardynałowi Samuelowi Stritch. Pochowany został na cmentarzu Campo Verano.